# Итальянская социалистическая партия
Итальянская социалистическая партия (итал. Partito Socialista Italiano, PSI) — марксистско-социалистическая, а позднее социал-демократическая политическая партия в Италии XX века.
Создана в Генуе в 1892 году и называлась вначале «Партия итальянских трудящихся».
Начиная с парламентских выборов 1900 года и до выборов 1924 года была крупнейшей левой партией Италии. Дважды, в 1919 и 1921 годах, занимала первое место на выборах в Палату депутатов. Во время диктатуры Бенито Муссолини (1926—1943) действовала в подполье и за границей. После Второй мировой войны была второй левой партией страны после Коммунистической. Распустилась в 1994 году. В 2007 году создана новая организация под названием Итальянская социалистическая партия, претендующая на правопреемство.

## История

### Истоки социалистического движения в Италии
Во второй половине XIX века в Италии начинается рост рабочего движения. Первыми организациями итальянских рабочих стали общества взаимопомощи и кооперативы, создаваемые под сильным влиянием идей революционера и патриота Джузеппе Мадзини. С 1864 по 1868 год в Италии жил знаменитый русский мыслитель и революционер Михаил Бакунин, организовавший целый ряд социалистических организаций, направленных как против существовавших в стране политического строя и социально-экономической модели, так и против христианского республиканизма Мадзини, отрицавшего необходимость классовой борьбы и делавшего ставку на национальную солидарность. Деятельность Бакунина дала толчок к развитию в Италии не только анархистского движения, но и социалистического, в частности, привела к созданию в конце 1867 года одной из первых в стране общенациональных левых организаций, итальянской секции Международной рабочей лиги (итал. Lega Internazionale dei Lavoratori), объединившей автономистов, анархистов и республиканцев Мадзини. В 1874 году Лига была распущена.
Один из лидеров Лиги, бывший анархист, ставший социалистом, Андреа Коста, возглавлявший умеренное крыло организации, считал необходимым участвовать в выборах, а не делать ставку исключительно на подготовку революции. Его, в частности, поддержали известные в Северной Италии журналисты и политики Энрико Биньями и Освальдо Ньокки-Виани. В 1881 году Андреа Коста организовал Революционную социалистическую партию Романьи (итал. Partito Socialista Rivoluzionario di Romagna), которая выступала, среди прочего, за участие в местных и парламентских выборах. Уже в 1882 году Коста стал первым в истории Италии депутатом-социалистом, сумев пройти в Палату депутатов от партии «Крайне левая», фактически представлявшей собой коалицию радикалов, республиканцев и социалистов. В тех же выборах участвовала Итальянская рабочая партия (итал. Partito Operaio Italiano), созданная в Милане 17 мая 1882 года по инициативе местного рабочего клуба и журнала La Plebe.

### Создание партии и её первый роспуск
14—15 августа 1892 года в Генуе в результате объединения Итальянской рабочей партии (итал. Partito Operaio Italiano; основана в 1889 году журналистом и политиком Филиппо Турати) и Миланской социалистической лиги была создана Итальянская партия трудящихся (итал. Partito dei Lavoratori Italiano), объединившая различные партии и движения, близкие к идеям Карла Маркса. На учредительном съезде присутствовало около 400 делегатов. Среди основателей новой партии были такие известные деятели как Филиппо Турати, Гуидо Альбертелли, Клаудио Тревес, Леонида Биссолати, криминалист Энрико Ферри, Анна Кулишёва (наст. имя Анна Розенштейн). В создании общеитальянской рабочей партии участвовали также и анархисты, но уже во время съезда, несмотря на попытки посредничества со стороны Андреа Коста, разногласия между ними и марксистами зашли так далеко, что около 80 делегатов-анархистов отделились и создали свою партию с тем же названием, которая, впрочем просуществовала недолго.
В 1893 году на конгрессе в Реджо-нель-Эмилии к Итальянской партии трудящихся присоединилась Итальянская революционная социалистическая партия и она была переименована в Социалистическую партию итальянских трудящихся (итал. Partito Socialista dei Lavoratori Italiani). Но уже в 1894 году партия была распущена указом премьер-министра Франческо Криспи. Репрессии властей не помешали социалистам принять участие в выборах 1895 года под новым названием Итальянская социалистическая партия (итал. Partito Socialista Italiani), завоевав 15 мандатов.

### Расколы

#### Радикалы и Муссолини
В 1907 году партию покинули самые радикально настроенные её члены, решившие искать свой путь, а в 1910 на съезде партии в Милане впервые присутствовал Бенито Муссолини. В 1912 году Муссолини получил большую поддержку своих однопартийцев, а партия пережила очередной раскол. С началом Первой Мировой Войны партия выступала за нейтралитет Италии, но потом эта позиция трансформировалась в «ни поддержки, ни саботажа», а Муссолини был изгнан из партии.

#### Коммунисты
21 января 1921 года на конгрессе в Ливорно часть членов партии объявили о выходе из ИСП и создании Коммунистической партии Италии (итал. Partito Comunista d’Italia; первоначальное название сохранялось до 1943 года). Во главе откола стояли Амадео Бордига, избранный генеральным секретарём, и Антонио Грамши, возглавлявший радикальную группу «Ордине Нуово» (итал. L’Ordine Nuovo) в Турине. ИКП принимает участие в парламентских выборах 1921 года (англ.), на которых получает 4,6 % голосов избирателей и 15 депутатских мест.

### Запрет фашистами и подпольная работа (1925—1943)
После прихода к власти фашистов во главе с Муссолини многие партии, не разделявшие правых взглядов, были запрещены и ушли в подполье. В их числе оказались и социалисты.

### Выход из подполья (1944)
В 1944 году партия вышла из подполья, и в течение 1947—1948 годов принимала участие в формировании правительства. В 1948 году на парламентских выборах ИСП объединилась с ИКП в Народно-демократический фронт.

### В правительстве (1951-1989)
Несколько десятилетий ИСП входила в коалицию с ХДП, ИРП, ИЛП и ИСДП. В 1983—1987 правительство возглавлял лидер ИСП Беттино Кракси.

### Деятельность в 1990-е и роспуск
В 1992—1993 годах правительство возглавлял представитель ИСП Джулиано Амато.
В результате проведённой в 1992–1993 годах правоохранительными органами операции «Чистые руки» выявилась причастность руководителей ИСП и её лидера Беттино Кракси к коррупции. Партия потеряла доверие избирателей и в 1994 году самораспустилась.

### Возрождение
После решения 47-го съезда ИСП в ноябре 1994 года о самороспуске партии, возникли политические структуры, стремившиеся занять её место — Итальянские социалисты и Реформистская социалистическая партия, а также Лейбористская федерация. В 1998 году возникла партия Итальянские демократические социалисты во главе с Энрико Боселли, но социалисты, по своим взглядам стоящие ближе к правоцентристам, создали в 2001 году Новую ИСП, которая существовала до 2009 года. После провала эксперимента с партией «Роза в кулаке» Энрико Боселли в 2007 году воссоздал Унитарную социалистическую партию, существовавшую в 1920-х годах, которая смогла объединить большую часть социалистической «диаспоры», в июле 2008 состоялся учредительный съезд, а в 2009 году новая партия во главе с Риккардо Ненчини приняла название «Итальянская социалистическая партия».

## Результаты выборов
Лазурным цветом выделены выборы в Палату депутатов Итальянского королевства, светло-жёлтым — выборы в Учредительное Собрание Италии, светло-синим — выборы в Европейский парламент.
| Год   | Список                          | Голоса                        | %                  | Места | Изменения |     |
| ----- | ------------------------------- | ----------------------------- | ------------------ | ----- | --------- | --- |
| 1895  | Социалисты                      | 82 523                        | 6,77               | 15    | —         |     |
| 1897  | Социалисты                      | 35 388                        | 2,95               | 15    | 0         |     |
| 1900  | Социалисты                      | 164 946                       | 12,97              | 33    | ▲18       |     |
| 1904  | Социалисты                      | 326 016                       | 21,35              | 29    | ▼4        |     |
| 1909  | Социалисты                      | 347 615                       | 18,87              | 41    | ▲12       |     |
| 1913  | Социалисты                      | 883 409                       | 17,62              | 52    | ▲11       |     |
| 1919  | Социалисты                      | 1 834 792                     | 32,15              | 156   | ▲104      |     |
| 1921  | Социалисты                      | 1 631 435                     | 24,69              | 123   | ▼33       |     |
| 1924  | Социалисты                      | 360 694                       | 5,03               | 22    | ▼101      |     |
| 1946  | Социалисты                      | 4 758 129                     | 20,72              | 115   | ▲93       |     |
| 1948  | Палата                          | Народно-демократический фронт | 8 136 637          | 30,98 | 57        | ▼58 |
| Сенат | Народно-демократический фронт   | 7 015 092 31,08 72            | 31,08              | 30    | —         |     |
| 1953  | Палата                          | Социалисты                    | 3 441 014          | 12,70 | 75        | ▲18 |
| Сенат | Социалисты                      | 2 891 605                     | 11,90              | 26    | ▼4        |     |
| 1958  | Палата                          | Социалисты                    | 4 206 726          | 14,23 | 84        | ▲9  |
| Сенат | Социалисты                      | 3 687 708                     | 14,10              | 35    | ▲9        |     |
| 1963  | Палата                          | Социалисты                    | 4 255 836          | 13,84 | 87        | ▲3  |
| Сенат | Социалисты                      | 3 849 440                     | 14,01              | 44    | ▲9        |     |
| 1968  | Палата                          | Единые социалисты             | 4 603 192 14,48 91 | 14,48 | 91        | ▲4  |
| Сенат | Единые социалисты               | 4 353 804                     | 15,23              | 46    | ▲2        |     |
| 1972  | Палата                          | Социалисты                    | 3 208 497          | 9,61  | 61        | ▼30 |
| Сенат | Социалисты                      | 3 225 471                     | 10,71              | 33    | ▼13       |     |
| 1976  | Палата                          | Социалисты                    | 3 540 309          | 9,64  | 57        | ▼4  |
| Сенат | Социалисты                      | 3 208 164                     | 10,20              | 29    | ▼4        |     |
| 1979  | Палата                          | Социалисты                    | 3 596 802          | 9,81  | 62        | ▲5  |
| Сенат | Социалисты                      | 3 252 410                     | 10,38              | 32    | ▲3        |     |
| 1979  | Социалисты                      | 3 866 946                     | 11,03              | 9     | —         |     |
| 1983  | Палата                          | Социалисты                    | 4 223 362          | 11,44 | 73        | ▲11 |
| Сенат | Социалисты                      | 3 539 593                     | 11,39              | 38    | ▲6        |     |
| 1984  | Социалисты                      | 3 940 445                     | 11,21              | 9     | 0         |     |
| 1987  | Палата                          | Социалисты                    | 5 501 696          | 14,26 | 94        | ▲21 |
| Сенат | Социалисты                      | 3 535 457                     | 10,91              | 36    | ▼2        |     |
| 1989  | Социалисты                      | 5 151 929                     | 14,80              | 12    | ▲3        |     |
| 1992  | Палата                          | Социалисты                    | 5 343 808          | 13,62 | 92        | ▼2  |
| Сенат | Социалисты                      | 4 523 873                     | 13,57              | 49    | ▲13       |     |
| 1994  | Палата                          | Социалисты                    | 849 429            | 2,19  | 14        | ▼78 |
| Сенат | Социалисты Альянс прогрессистов | 103 490                       | 0,31               | 6     | ▼43       |     |
| 1994  | Демократы за Европу             | 606 538                       | 1,84               | 2     | ▼10       |     |

1. ↑  Итальянская социалистическая партия пролетарского единства
2. ↑  Коалиция Социалистической, Коммунистической и ряда мелких левых партий
3. ↑  Всего от Фронта избрано 183 депутата
4. ↑  Коалиция Социалистической, Коммунистической и ряда мелких левых партий
5. ↑  Всего от Фронта избрано 72 сенатора
6. ↑  Единая социалистическая партия, недолго просуществовавшее объединение социалистов и социал-демократов
7. ↑  Единая социалистическая партия, недолго просуществовавшее объединение социалистов и социал-демократов
8. ↑  Все 14 депутатов-социалистов избраны по мажоритарным округам
9. ↑  В ряде регионов социалисты выдвинули собственные списки
10. ↑  Все 6 сенаторов-социалистов были избраны по спискам Альянса прогрессистов
11. ↑  Коалиция социалистов и Демократического альянса

## Политические секретари
- 1909—сентябрь 1912 — Помпей Циотти
- 1912—1918 — Костантино Ладзари
- 1918—1919 — Эджидио Дженнари
- 1919 — Костантино Ладзари
- 1919—1921 — Никола Бомбаччи
- 1921—1923 — Доменико Фьоритто
- 1923—1925 — Тито Оро Нобили
- 1925—1930 — Олиндо Вернокки
- 1930—1931 — Уго Кочча
- август 1931—апрель 1945 — Пьетро Ненни
- апрель 1945—апрель 1946 — Алессандро Пертини
- апрель 1946—январь 1947 — Иван Маттео Ломбардо
- январь 1947—июнь 1948 — Лелио Бассо
- июнь 1948—май 1949 — Альберто Джакометти
- май 1949—ноябрь 1963 — Пьетро Ненни
- ноябрь 1963—октябрь 1966 — Франческо Де Мартино
- октябрь 1966—октябрь 1968 — Франческо Де Мартино и Марио Танасси (со-секретари Единой социалистической партии)
- октябрь 1968—июль 1969 — Мауро Ферри
- июль 1969—апрель 1970 — Франческо Де Мартино
- апрель 1970—март 1971 — Джакомо Манчини
- март 1971—июль 1976 — Франческо Де Мартино
- июль 1976—февраль 1993 — Беттино Кракси
- февраль—май 1993 — Джорджо Бенвенуто
- май 1993—ноябрь 1994 — Оттавиано Дель Турко

## Конгрессы
- 14—15 августа 1892 — I Конгресс (Генуя)
- 8—10 сентября 1893 — II Конгресс (Реджо-нель-Эмилия)
- 13 января 1895 — III Конгресс (Парма)
- 11—13 июля 1896 — IV Конгресс (Флоренция)
- 18—20 сентября 1897 — V Конгресс (Болонья)
- 8—11 сентября 1900 — VI Конгресс (Рим)
- 6—9 сентября 1902 — VII Конгресс (Имола)
- 8—11 апреля 1904 — VIII Конгресс (Болонья)
- 7—10 октября 1906 — IX Конгресс (Рим)
- 19—22 сентября 1908 — X Конгресс (Флоренция)
- 21—25 октября 1910 — XI Конгресс (Милан)
- 15—18 октября 1911 — внеочередной XII Конгресс (Модена)
- 7—10 июля 1912 — XIII Конгресс (Реджо-нель-Эмилия)
- 26—29 апреля 1914 — XIV Конгресс (Анкона)
- 1—5 сентября 1918 — XV Конгресс (Рим)
- 5—8 октября 1919 — XVI Конгресс (Болонья)
- 15—21 января 1921 — XVII Конгресс (Ливорно)
- 10—15 октября 1921 — XVIII Конгресс (Милан)
- 1—4 октября 1922 — XIX Конгресс (Рим)
- 15—17 апреля 1923 — ХХ Конгресс (Милан)
- 19—20 июля 1930 — XXI Конгресс в изгнании (Париж)
- 17—18 апреля 1933 — XXII Конгресс в изгнании (Марсель)
- 26—28 июня 1937 — XXIII Конгресс в изгнании (Париж)
- 11—17 апреля 1946 — XXIV Конгресс (Флоренция)
- 9—13 января 1947 — XXV Конгресс (Рим)
- 19—22 января 1948 — XXVI Конгресс (Рим)
- 27 июня—1 июля 1948 — XXVII Конгресс (Генуя)
- 11—16 мая 1949 — XXVIII Конгресс (Флоренция)
- 17—20 января 1951 — XXIX Конгресс (Болонья)
- 8—11 января 1953 — XXX Конгресс (Милан)
- 31 марта—3 апреля 1955 — XXXI конгресс (Турин)
- 6—10 февраля 1957 — XXXII Конгресс (Венеция)
- 15—18 января 1959 — XXXIII Конгресс (Неаполь)
- 16—18 марта 1961 — XXXIV Конгресс (Милан)
- 25—29 октября 1963 — XXXV Конгресс (Рим)
- 10—14 ноября 1965 — XXXVI Конгресс (Рим)
- 27—29 октября 1966 — XXXVII Конгресс (Рим)
- 23—28 октября 1968 — XXXVIII конгресс (Рим)
- 9—14 ноября 1972 — XXXIX съезда (Генуя)
- 3—7 марта 1976 — XL Конгресс (Рим)
- 30 марта—2 апреля 1978 — XLI Конгресс (Турин)
- 22—26 апреля 1981 — XLII Конгресс (Палермо)
- 11—15 мая 1984 — XLIII Конгресс (Верона)
- 31 марта—5 апреля 1987 — XLIV Конгресс (Римини)
- 13—16 мая 1989 — XLV Конгресс (Милан)
- 27—30 июня 1991 — XLVI Чрезвычайный Конгресс (Бари)
- 11—12 ноября 1994 — XLVII Конгресс (Рим)